# OCP
OCP S.A., tidigare Office chérifien des phosphates, är ett marockanskt multinationellt företag inom den kemiska industrin. Företaget var år 2020 världens största tillverkare av fosfat och fosforsyra samt världens näst största rörande fosfatbaserade konstgödsel. I oktober 2022 kontrollerade OCP mer än 70% av alla fosfatreserver i världen. Företaget har verksamheter i 27 länder på fem kontinenter världen över.
Den 27 januari 1920 beslutade Marocko att nationalisera fosfatbrytningen i landet via ett kungligt dekret. I augusti grundades detta företag med namnet Office chérifien des phosphates. År 1975 bytte företaget namn till Groupe OCP. År 2008 blev OCP ett publikt aktiebolag.